# Teloscalpellum gracile
Teloscalpellum gracile is een rankpootkreeftensoort uit de familie van de Scalpellidae. De wetenschappelijke naam van de soort is voor het eerst geldig gepubliceerd in 1920 door Gruvel.